# Karl Alex Steffen
Pour les articles homonymes, voir Steffen.
Karl Alex Steffen est un chanteur français, né le 16 avril 1975. Karl Alex Steffen est un ancien projet collectif.

## Biographie
Karl Alex Steffen est un projet musical de pop, qui s'est formé au début des années 2000. Il se compose aujourd'hui de cinq membres : Karl Alex Steffen en personne au chant et à la guitare, Lila Tamazit au chant, Sébastien Janjou à la guitare, Pierre Schmitt à la basse et Bertrand Hurault à la batterie.
Leur style musical doit autant à la pop d’origine anglo-saxonne, au post-rock qu'à la chanson française. Après deux EP Le Coup du siècle et Billet express et un premier album Le Grand écart enregistré par PE, Arnaud Astréoud et Erik Arnaud, le groupe sort Les Traces, un nouvel album enregistré cette fois-ci sous la houlette de Fabien Tessier (49 Swimming Pools, Claire Di Terzi),,.
Karl Alex Steffen a joué sur les principales scènes de musiques actuelles et rock, L'Astrolable à Orléans, le Chato d'O à Blois, au Petit Faucheux de Tours ainsi que sur de nombreux festivals comme le Printemps de Bourges ou le Defi'stival de Saint Jean de Braye. C’est ainsi que le groupe a effectué les premières parties de Keren Ann, Matmatah, Florent Marchet ou Erik Arnaud.